# 花フェスタ2005ぎふ
『花フェスタ2005ぎふ』(はなフェスタ2005ぎふ) は、2005年 (平成17年) 3月1日から6月12日まで岐阜県可児市の花フェスタ記念公園で開催された地方博。入場者数は約142.6万人。同年に行われた「愛・地球博」のプレイベントとされた。

## 開催の経緯
会場の花フェスタ記念公園は、1995年（平成7年）に開催された「花フェスタ'95ぎふ」の跡地（旧称・可児公園）を整備した公園であったが、「花フェスタ2005ぎふ」の開催のために改修され、園内のバラを7,000品種、6万1千株に増加している。

## 概要
敷地には14のテーマガーデンが拡がりバラ以外にも各種植物や関連物、「愛・地球博」に関連して環境に関する展示も行われた。バラで人気があったのは、「ブルー・ヘブン」（2002年に発表された青色のバラ、遺伝子改良による青いバラとは異なる）、「プリンセスサヤコ」（1982年、紀宮清子内親王にちなみ名づけられたバラ）などである。